# NGC 7248
NGC 7248 é uma galáxia lenticular (S0) localizada na direcção da constelação de Lacerta. Possui uma declinação de +40° 30' 19" e uma ascensão recta de 22 horas, 16 minutos e 52,5 segundos.
A galáxia NGC 7248 foi descoberta em 8 de Novembro de 1790 por William Herschel.